# Bust, Bas-Rhin
 Bust  là một xã thuộc tỉnh Bas-Rhin trong vùng Grand Est đông bắc Pháp.